# Argyrolobium patens
Argyrolobium patens är en ärtväxtart som beskrevs av Christian Friedrich Frederik Ecklon och Carl Ludwig Philipp Zeyher. Argyrolobium patens ingår i släktet Argyrolobium och familjen ärtväxter. Inga underarter finns listade i Catalogue of Life.